# NGC 1596
NGC 1596 é uma galáxia lenticular (S0) localizada na direcção da constelação de Dorado. Possui uma declinação de -55° 01' 35" e uma ascensão recta de 4 horas, 27 minutos e 38,0 segundos.
A galáxia NGC 1596 foi descoberta em 5 de Dezembro de 1834 por John Herschel.